# Montefalcone di Val Fortore
Montefalcone di Val Fortore är en ort och kommun i provinsen Benevento i regionen Kampanien i Italien. Kommunen hade 1 455 invånare (2017).